# Evolution: The Game of Intelligent Life
Evolution: The Game of Intelligent Life es un videojuego de estrategia multijugador para PC desarrollado por Crossover Technologies y producido por Discovery Multimedia El juego, lanzado el 16 de noviembre de 1996, es un simulador de vida en que cada jugador comienza con un anfibio prehistórico y tienen que ir evolucionando especies nuevas, compitiendo con los otros jugadores por los hábitats y por el territorio que ofrece el mundo en el que se desarrolla el juego.

## Diseño del juego
Discovery Multimedia comenzó a valorar la idea de hacer un juego sobre la evolución a mediados de la década de los noventa. Finalmente, la compañía contactó con Crossover Technologies en el año 1996 para comenzar a trabajar en el desarrollo de un juego.
Una de las primeras cuestiones que tenían que afrontar el equipo de producción fue el estilo de juego. En palabras de Greg Costikyan, su diseñador, en la vida real la evolución ni es un proceso lineal ni sigue un camino determinado, por lo que un simulador excesivamente fiel a la realidad no podría ser un juego, ya que todo pasaría al azar. Para crear un juego, hacía falta que el jugador tuviese que resolver problemas y tomar decisiones con el objetivo de ganar. Costikyan quería alejarse del estilo de simuladores de evolución anteriores como Sim Earth o Sim Life, que sólo permitían modificar unos pocos parámetros, y crear un juego totalmente interactivo.
Otra de las cuestiones era encontrar el equilibrio justo de inteligencia artificial. Las criaturas tenán que ser suficientemente inteligentes como para alimentarse independientemente de las acciones del jugador, pero no tan independiente como para ignorarlas. También se tuvieron que escoger 162 especies, porque los modelos tridimensionales y las animaciones de cada especie ocupaban mucha memoria. Por eso, los productores escogieron "los dinosaurios que todo el mundo conoce, las criaturas claves en la evolución de la vida terrestre, y criaturas que la gente no conoce demasiado [...] que simplemente tenían un aspecto muy guay".

Pero creo que es importante enfatizar que no estamos simplemente cogiendo monstruitos de aspecto divertidos de tiempos pasado y poniendolas en un juego de azar. Esto no es Monopoly con escamas y colmillos.
Greg Costikyan

Los desarrolladores del videojuego, que no tenían grandes conocimientos de paleontología, tuvieron que llevar a cabo una importante búsqueda para dotar al juego de realismo científico. Además de la programación del juego, también había que crear elementos como la música, los efectos de sonido o las escenas cinemáticas. En abril de 1997, 6 meses después de comenzar el desarrollo del juego, ya existía una versión alfa. Esta versión alfa tenía algunos errores, el más importante era un ritmo evolutivo demasiado rápido que provocaba que los mamíferos apareciesen a finales del periodo Pérmico. Este problema y otros problemas menores se solucionaron antes del lanzamiento del juego el 1 de diciembre de 1997.

## Dinámica del juego
El objetivo del juego es ser el jugador con más puntos al final de la partida y se puede jugar en dos modalidades: juego completo y escenario

### Juego completo
Comprende la totalidad del juego, comenzando hace 360 millones de años en el Carbonífero y acabando 30 millones de años en el futuro, todavía en el Cenozoico, excepto si algún jugador consigue evolucionar una especie inteligente con anterioridad. Antes de comenzar la partida, se puede escoger entre mundo real o mundo aleatorio, la presencia o no de desastres naturales, la proporción de tierra y mar en el mapa, la velocidad de la deriva de los continentes, el nombre del jugador y la cantidad de jugadores rivales, que pueden ser entre uno y seis.
Cada jugador comienza con un anfibio prehistórico diferentes asignado al azar, las diferentes posibilidades son: Acanthostega, Elginerpeton, Tulerpeton, Ventastega, Ichthyostega e Hylerpeton.
Cada una de estas especies puede seguir un determinado camino evolutivo – la mayoría de especies evolucionan en otras especies. Por ejemplo, tanto Ventastega como Acanthostega pueden evolucionar en Seymouria, pero sus otras posibilidades evolutivas son diferentes. El hecho de que varias especies puedan evolucionar en una misma especie evita cosa como, por ejemplo, que un jugador que evolucionase el primer reptil tenga el monopolio de este tipo de animales durante el resto del juego.
Si se juega en la modalidad de un único jugador, los jugadores controlandos por la inteligencia artificial toman el nombre de cinco famosos paleontólogos o biólogos que contribuyeron al estudio de la evolución. Estos científicos son:
- Edward Drinker Cope
- Charles Robert Darwin
- Thomas Henry Huxley
- Othniel Charles Marsh
- Gregor Mendel

#### Evolución
Antes de evolucionar una especie tiene que prosperar y aumentar su población. Cada criatura tiene dos barras: una barra de población y una barra de alimentación. Para que crezca la población de una especie, tiene que alimentarse bien, llevándola a lugares donde el hábitat (Pantanos, zonas boscosas, bosques, llanuras, desiertos, alta montaña, baja montaña, glaciares, o mares) y la temperatura sean los más adecuados. Si se encuentra en un hábitat adecuado, la criatura se alimentará bien y su población aumentará. Cuando la barra de población llega a 1000, la criatura se divide en dos criaturas de 500 animales cada una. En el caso de que dos criaturas diferentes se encuentren en la misma zona, la que esté más adaptada al territorio en cuestión conseguirá la mayoriá de la comida, y la otra podría tener problemas para alimentarse.
Cada especie tiene una pantalla de evolución con diversos elementos:
- La barra gris de arriba (MA para la evolución: indica cuantos millones de años tienen que pasar antes de que la especie evolucione – se va llenando de color azul a medida que se acerca la evolución. Normalmente se trata de una cuenta atrás, pero si el número de criaturas de la especie se reduce drásticamente, es posible que número de años que queda no sólo no se reduzca sino que aumente. De hecho, cuanto menor sea la población de una especie, más largo será el tiempo de espera para evolucionar.[3]

- La barra gris del centro (Mejora de alimentación) muestra cual es el porcentaje del potencial de alimentación ha tenido la especie – se va llenando de color verde a medida que la especie se acerca a su capacidad máxima de alimentación. A medida que una especie prospera y se multiplica, mejora su capacidad para encontrar alimentos en determinados hábitats, hecho que hace que tenga más posibilidades de sobrevivir. Sin embargo, esta capacidad de mejora no es ilimitada.[3]

- El menú desplegable de la izquierda (Evolucionar a) indica en que otras especies puede evolucionar la especie seleccionada. El número de evoluciones posibles varía de una especie a otra y hay algunas especies que no pueden evolucionar.

- El menú desplegable de la derecha (Combate contra) permite seleccionar contra que especie se mejorará la habilidad de combate. Si la especie seleccionada es una especie predadora, mejorará su capacidad predadora contra la presa en cuestión; si la especie seleccionada es una especie no predadora, estará más bien preparada para enfrentarse a los ataques del predador seleccionado.[5]

Cada especie cuenta con 100 puntos de evolución que se pueden distribuir entre los tipos de esfuerzo evolutivo (evolución en otra especie, alimentación y combate). Cuantos más puntos se dediquen a un determinado tipo de esfuerzo evolutivo, más importante y rápida será la mejora en este ámbito.

#### Predadores
Esta lucha por el alimento y por mejorar los hábitats se prolonga durante todo el juego, pero pronto en acción un factor que puede cambiar radicalmente la dirección de la partida: la aparición de predadores.
Las especies predadoras se pueden distinguir por la garra que hay al lado de su imagen. Estas especies pueden atacar a otras criaturas, y su efectividad contra las presas depende de sus dimensiones y de su valor predador. Un predador puede ser un arma muy efectiva ya que puede diezmar las poblaciones de los otros jugadores, impidiendo que sus especies evolucionen. También pueden servir para eliminar rápidamente una nueva especie rival antes de que tenga tiempo de multiplicarse.
La eficacia en combate de una especie contra otra depende de su valor de combate que varía según la especie; y de su valor defensivo y su valor predador, que depende a su vez de la medida del rival. Todas las especies no predadoras tienen un valor predador cero.
Por ejemplo, un tiranosaurio tiene estos valores:
Medida: Gigante

Valor del combate: 25

| Medida: Gigante       | Medida: Gigante       | Medida: Gigante       |
| Valor del combate: 25 | Valor del combate: 25 | Valor del combate: 25 |
| Valor defensivo       | Medida del oponente   | Valor predador        |
| --------------------- | --------------------- | --------------------- |
| 20                    | Minúsculo             | 4                     |
| 20                    | Pequeño               | 4                     |
| 10                    | Mediano               | 8                     |
| 10                    | Grande                | 15                    |
| 8                     | Enorme                | 16                    |
| 7                     | Gigante               | 15                    |

Los valores están escogidos para reflejar las relaciones predador-presa de la vida real. El tiranosaurio, por ejemplo, no tendría que temer a un ratón, ya que tiene un valor defensivo de 20 contra los oponentes de tamaño minúsculo. Pero por otra parte, su valor predador contra el ratón también es muy reducido (4), ya que en la vida real un tiranosaurio no se dedicaría a cazar ratones, y aunque lo consiguiese no le serviría para obtener la energía suficiente para vivir.

#### Desastres naturales
Otro aspecto importante en el juego son los desastres naturales, ya que pueden eliminar totalmente o en parte especies que anteriormente eran muy escasas y dar la oportunidad de prosperas a las especies anteriormente minoritarias.
Hay diversos tipos de desastres:
- Pequeño impacto de asteroide: algunas criaturas morirán pero difícilmente se extinguirán.
- Impacto medio de asteroide: muchas criaturas morirán y algunas podrían extinguirse.
- Gran impacto de cometa: extinción masiva.
- Volcanismo: múltiples erupciones volcánicas que cubren miles de km² y que liberan gases y cenizas en la atmósfera, creando importantes cambios climáticos.
- Volcán piroclástico: una sola erupción a gran escala que crea confusión.
- Supernova próxima: un aumento de la radiactividad causa muertes y extinciones por todo el mundo.
- Glaciación: glaciación, descenso de las temperaturas y algunas extinciones.

Hay diferentes maneras de que haya una catástrofe natural. A menos que el jugador haya seleccionado la opción de "ningún desastre" antes de comenzar la partida, habrá una en cada cambio de periodo geológica, que puede ser un desastre histórico (es decir, las mismas catástrofes que pasaron en la vida real) o un desastre aleatorio, según como se haya configurado la partida. También hay un menú especial que permite al jugador desencadenar el cataclismo de su elección pero esta opción queda desactivada en las partidas multijugador.

#### Deriva continental y cambio climático
Finalmente, el último elemento importante del juego es el movimiento de los continentes y los cambios climáticos entre diferentes periodos geológicos o dentro de un mismo periodo. Antes de comenzar la partida, se puede elegir si se prefiere una deriva continental correspondiente a la histórica o una deriva continental aleatoria. Si se elige esta última opción, también se puede elegir la velocidad de la deriva continental.
Además de cambiar el aspecto del mapa del mundo, los cambios en el planeta también incluyen cambios de ecosistemas, de los pantanos del Carbonífero a las llanuras abiertas del cenozoico, pasando por los desiertos del Pérmico. Además, tienen lugar procesos orogénicos que levantan y hunden montañas, aumentando o reduciendo la altitud de una determinada ubicación. Como hay muy pocas especies que prosperen en las montañas bajas y ninguna en la alta montaña, la distribución de los sistemas montañosos es un elemento geográfico clave del juego.
Otra cuestión importante es la separación de masas terrestres: como es difícil para la mayoría de especies cruzar grandes masas de agua, cuando dos masas de tierra se alejan puede tener diversos efectos; si todas las especies de una isla pertenecen a un jugador, podrán prosperas sin tener que competir con las especies de los jugadores rivales; pero también podría ser que esta isla derivase hacia latitudes menos benignas para la especie y esta, como no tendría ningún sitio para huir, acabase extinguiéndose.
La temperatura también influye en las posibilidades de cada especie. Es casi imposible que los anfibios del carbonífero, acostumbrados a temperaturas medias de más de 40 °C sobrevivan al frío del Pérmico; o que Peltobatrachus, una especie que necesita temperaturas de 20 °C, pueda vivir en los calurosos pantanos ecuatoriales.
Así pues, los cambios climáticos y geográficos son probablemente el obstáculo más grande con el que se tienen que enfrentar los jugadores de Evolution, ya que son el factor más determinante. Un jugador que sepa adaptarse bien a los cambios climáticos contará con una gran ventaja para ganar – como en la evolución este juego se puede resumir en "adaptarse o morir".

### Escenarios
En este juego, el modo "escenario" no es más que una versión reducida del juego completo. Existen tres escenarios diferentes:
- Escenario Paleozoico: el juego comienza en el Carbonífero y se acaba a finales del Pérmico o cuando un jugador evolucione el primer dinosaurio (bonificación del 50%). Como en el juego completo, cada jugador comienza con una única especie.
- Escenario Mesozoico: el juego comienza en el mesozoico inferior y se acaba a finales del Cretácico o cuando un jugador evolucione la primera especie inteligente (bonificación del 50%). Ceada jugador cuenta con dos especies.
- Escenario Cenozoico: el juego comienza en el cenozoio inferior y se acaba 30 millones de años en el futuro o cuando un jugador evolucione la primera especie inteligente (bonificación del 50%). Cada jugador comienza con tres especies.

### Puntuación
La puntuación se calcula según los siguientes criterios:
- 1 punto por cada 1000 criaturas controladas en cada actualización de la puntuación (cada 1-4 millones de años según la época)
- 50 puntos por cada especie evolucionada que no haya evolucionado antes
- X puntos por ser el primer jugador en evolucionar una especie de un tipo determinado:
  - Primer amniota (200 puntos)
  - Primer diapsida (100 puntos)
  - Primer sinápsido (100 punts)
  - Primer animal volador (100 puntos)
  - Primer dinosaurio (200 puntos)
  - Primer saurópodo (50 puntos)
  - Primer theropoda (100 puntos)
  - Primer ornitisquio (100 puntos)
  - Primer ave (200 puntos)
  - Primer mamífero (100 puntos)
  - Primer marsupial (100 puntos)
  - Primer euterio (100 puntos)
  - Primer xenartro (50 puntos)
  - Primer carnívoro (100 puntos)
  - Primer primate (50 puntos)
  - Primer ungulado (100 puntos)
- 50% de bonificación por evolucionar la primera especie inteligente

Algunas especies pueden contar con una primera especie de diversos grupos diferentes. Alphadon por ejemplo, puede contar como primer mamífero y primer marsupial.

## Periodos geológicos
El juego es fiel a la escala de periodos geológicos en cuanto a la sucesión de los diferentes periodos. Comienza hace 360 millones de años en el periodo Carbonífero y acaba 30 millones de años en el futuro, aún en el Cenozoico. A pesar de que los periodos se sucedan en el mismo orden que en la realidad, la duración de cada periodo dentro del juego difiere de la verdadera, y pueden variar de una partida a otra. Cada periodo del juego está separado del siguiente por una extinción o desastre natural.
Esta sección trata de los periodos geológicos dentro del juego. Si busca información más realista vee los artículos de los periodos.
- Carbonífero:de -360 a -300 millones de años. El mundo está dominado por anfibios prehistóricos, las temperaturas son tropicales en todo el mundo y las zonas ecuatoriales están llenas de pantanos. En latitudes más altas, el hábitat predominantes son las llanuras y no existen los casquetes polares. El periodo acaba con un episodio de vulcanismo piroclástico.

- Pérmico: de -300 a -250 millones de años. Los reptiles que han aparecido a finales del periodo anterior prosperan y se convierten en el grupo dominante. Las temperaturas en todo el mundo se desploman. En los polos, hay casquetes polares y gran parte de las latitudes más bajas están dominadas por desiertos. A finales del periodo, aparecen los primeros dinosaurios. Acaba con una supernova cercana.

- Mesozoico inferior: de -250 a -145 millones de años. Los dinosaurios se convierten en el grupo dominante. Las temperaturas vuelven a subir y hay una gran variedad de hábitats. En las zonas boscosas y costeras aparecen las primeras aves (Archaeopteryx. Reptiles comunes del pérmico, como el Thadeosaurus o el Hylonomus, pueden continuar prosperando. Acaba con un pequeño impacto meteórico.

- Cretácico: de -145 a -65 millones de años. Los mamíferos entran en escena. Aunque ya han aparecido antes, es en este periodo cuando comienzan a afianzarse, a pesar de que continúa el dominio de los dinosaurios. Las aves también continúan desarrollándose, y aparecen grandes predadores como el Tyrannosaurus. Las zonas boscosas y las llanuras son los hábitats más comunes. Acaba con un gran impacto meteórico.

- Cenozoico. de -65 a +30 millones de años. La evolución de los mamíferos se acelera cada vez más. Comienza la lucha por ser el primer jugador en evolucionar una especie inteligente en un mundo cada vez más parecido al actual. Las especies del mesozoico inferior y la mayoría de las del Cretácico se extinguen. Si ningún jugador consigue evolucionar una especie inteligente, el juego se acaba 30 millones de años en el futuro.

## Especies inteligentes
Hay cinco especies inteligentes.Si un jugador consigue evolucionar una, el juego se acaba en ese momento. Conseguir una de estas especies no implica necesariamente la victoria, ya que el jugador sólo obtiene una bonificación del 50% de su puntuación, que en algunas ocasiones puede ser insuficiente para superar a otro jugador con muchos más puntos.
- Homo sapiens: Evoluciona de Australopithecus[7] y es la única especie inteligente real que aparece en el juego.
- Elephasapiens: Evoluciona de Proelephasapiens y representa la posibilidad de que un elefante llegue a ser inteligente. Es una especie ficticia.
- Psitaccisapiens: Evoluciona de Propsittacisapiens y representa la posibilidad de que un loro llegue a ser inteligente. Es una especie ficticia.
- Saurosapiens: Evoluciona de Prosaurosapiens  y representa la posibilidad de que un velociraptor llegue a ser inteligente. Es una especie ficticia.
- Wombatus sapiens: Evoluciona de Wombatus prosapiens y representa la posibilidad de que un Vombatidae llegue a ser inteligente. Es una especie ficticia.

## Lista de géneros y especies
Aunque el juego se refiera a ellos como especies la realidad es que la mayoría de animales que aparecen están descritos únicamente por su género. Estos son todos los géneros y especies que aparecen en Evolution: The Game of Intelligent Life:
| - Acanthostega - Águila - Aistopoda - Allosaurus - Alphadon - Amphicyon - Ánade - Ankylosaurus - Antílope - Apatosaurio - Armadillo - Archaeopteryx - Astrapotheria - Australopiteco - Bisonte - Borhyaena - Braquiosaurio - Cabra - Cacops - Camello - Canguro - Castor - Caballo - Chapalmalania - Chriacus - Ciervo - Koala - Cocodrilo - Paloma | - Compsognathus - Conejo - Crusafontia - Deinonychus - Deinosuchus - Smilodon - Diacodexis - Diadectes - Diadiaphorus - Diatryma - Dicinodonte - Didolodus - Dilophosaurus - Dimetrodon - Diplocaulus - Diplodocus - Diprotodon - Dryopithecus - Dryosaurus - Edafosaurio - Elefante - Elephasapiens - Elginerpeton - Eogyrinus - Erizo - Ardilla - Estegosaurio - Avestruz - Gallimimus | - Jirafa - Glyptodon - Gracilisuchus - Rana - Greererpeton - Helohyus - Hemicyon - Hiena - Hipopótamo - Hoacin - Homo sapiens - Hyaenodon - Hylerpeton - Hylonomus - Hyopsodus - Ichthyornis - Ichthyostega - Iguanodon - Ilingoceros - Indricoterio - Ischyromys - Kentrosaurus - Lémur - León - Leptictidium - Listrosaurio - Lobo - Loro - Lycaenops | - Macrauchenia - Mamut - Megaloceros - Megaterio - Megazostrodon - Mesonyx - Metacheiromys - Miacis - Mono - Comadreja - Búho - Nimravus - Pájaros cantores - Ornithosuchus - Ornitorrinco - Oso - Mapache boreal - Osteoborus - Pachycephalosaurus - Pachyrukhos - Palaeotherium - Palorchestes - Pantylus - Parahippus - Parasaurolophus - Pareiasaurus - Pelícano - Peltobatrachus - Perezoso | - Petrolacosaurus - Phenacodus - Phiomia - Phorusracos - Platybeledon - Platyhystrix - Plesiadapis - Poebrodon - Jabalí - Posum - Presbyornis - Procoptodon - Proelephasapiens - Propsittacisapiens - Prosaurosapiens - Protoceratops - Psitaccisapiens - Pterodáctilo - Murciélago - Ratón común - Ratón marsupial - Rhamphorhynchus - Rinoceronte - Rinoceronte lanudo - Rhipidistia - Salamandra - Saltopus - Lacertidae - Scarrittia | - Scelidosaurus - Serpiente - Seymouria - Saurosapiens - Sphenacodon - Steropodon - Tadeosaurio - Thrinaxodon - Thylacinus - Thylacoleo - Thylacosmilus - Ticinosuchus - Tigre - Tiranosaurio - Tortuga - Triceratops - Tuditanus - Tulerpeton - Uintatherium - Vombatidae - Velociraptor - Ventastega curonica - Vombatus prosapiens - Vombatus sapiens - Chimpancé - Zalambdalestes |

## Críticas y acogida
En general, el juego tuvo una buena acogida por parte de los críticos:
- 60/100 en Adrenaline Vault (1997)[9]
- 80/100 en la revista Computer Games Magazine (1997)[10]
- 39/100 en la revista PC Player (1998)[11]
- 3,1/5 en Moby Games[12]
- Gold Award del web Parents' Choice (1998)[4]

También recibió de la revista Electric Games.
Se ha convertido en uno de los juego más comunes en los sitios web que ofrecen descargas de abandonware.